# Linda Maria Baros

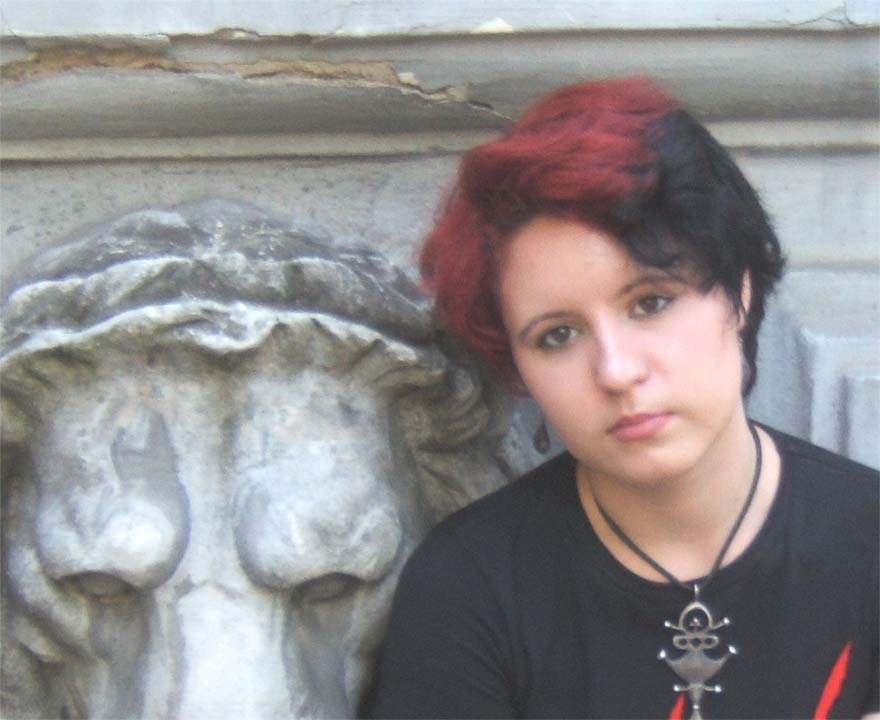
Linda Maria Baros

Linda Maria Baros ( Boekarest, 6 augustus 1981 ) is dichter, essayist en vertaalster in het Frans en het Roemeens. Ze publiceerde haar eerste gedicht in 1988 in een literair tijdschrift te Boekarest. Ze heeft in een serie tijdschriften gedichten, recensies en vertalingen gepubliceerd. Zij leeft tegenwoordig in Parijs.

## Biografie

### Loopbaan
- Leerling aan de Lagere school nr. 149 in Boekarest en aan het lyceum Victor Duruy in Parijs
- Studente Moderne Letteren aan de Sorbonne
- Doctoraat in de Vergelijkende Literatuurwetenschap, Mythokritiek, aan de Sorbonne en Letterenfaculteit van de Universiteit van Boekarest
- Lid van de Roemeense Schrijversbond sinds 2002
- Oprichtster en directrice van het literaire tijdschrift VERSUs/m, Boekarest, sinds 2005
- Initiatiefneemster en organisatrice van het festival Primavara Poetilor, Frans: Le Printemps des Poètes, De Lente van de Dichters, sinds 2005 in Boekarest en in 55 andere Roemeense steden
- Adjunct-secretaris van de Association des Traducteurs de Littérature Roumaine, Vereniging van Vertalers van Roemeense Literatuur, Parijs sinds 2006
- Cultureel ambassadrice voor Roemenië in het kader van de Saison culturelle européenne, ingericht door Frankrijk in 2008
- Adjunct-secretaris van de vereniging La Nouvelle Pléiade, De nieuwe Pléiade, Parijs sinds 2009
- Verantwoordelijke voor de sectie poëzie van het internettijdschrift Seine et Danube van de Association des Traducteurs de Littérature roumaine, Frankrijk sinds 2009

### Poëzie
- 2001 - Amurgu-i departe, smulge-i rubanul!, De ondergaande zon is veraf, ruk hem zijn band af!, Roemenië
- 2003 - Poemul cu cap de mistret, Het gedicht met de kop van een everzwijn, Editura Vinea, Roemenië
- 2004 - Le Livre de signes et d’ombres, Het Boek van tekens en schaduwen, Cheyne éditeur, Frankrijk – Prix de la Vocation, 2004
- 2006 - herdruk 2008, La Maison en lames de rasoir, Het huis van scheermesjes, Cheyne éditeur – Prix Guillaume Apollinaire, 2007
- 2009 - L’Autoroute A4 et autres poèmes, De autosnelweg A4 en andere gedichten, Cheyne éditeur

De gedichten van Linda Maria Baros werden vertaald in het Engels, Spaans, Nederlands, Italiaans, Portugees, Fins, Macedonisch, Serbisch, Sloveens, Albanees, Arabisch, Japans en Roemeens.

### Toneelstukken
- 2002 - A venit la mine un centaur… , Een centaur kwam bij me…, META, Roemenië
- 2003 - Marile spirite nu se ocupa niciodata de nimicuri, Grote geesten houden zich niet bezig met kleinigheden, Editura Muzeul Literaturii Române, Roemenië

### Kritiek
- 2005 - Passer en carène. Éloge pour une cuisine de province de Guy Goffette, Kielhalen. Lofrede voor een provinciekeuken van Guy Goffette, essay in het Frans, Editura Muzeul Literaturii Române
- 2005 - Les Recrues de la damnation, De rekruten van de verdoemenis, essay in het Frans, Editura Muzeul Literaturii Române

### Vertalingen
Linda Maria Baros heeft een twintigtal boeken in Roemeens of in het Frans vertaald, van onder andere Henri Michaux, Boris Vian, Guy Goffette, Colette Nys-Mazure, José-Luis Reina Palazón, Maria-Antonia Ortega, Alphonse Daudet, James Oliver Curwood, Johanna Spyri, Nichita Stanescu en Mircea Bârsila.
Ze publiceerde ook een Anthologie de la poésie roumaine contemporaine, Bloemlezing van de hedendaagse Roemeense poëzie met 20 dichters, in Confluences poétiques,  nº 3, Frankrijk, 2008.
Linda Maria Baros en Jan H. Mysjkin hebben in 2010 de bloemlezing COBRAMSTERDAM, Cobra, uit het Nederlands in het Roemeens vertaald, met Sybren Polet, Remco Campert, Gerrit Kouwenaar, Simon Vinkenoog, Hans Andreus, Lucebert, Jan Hanlo, Paul Rodenko, Hans Lodeizen, Jan G. Elburg, Bert Schierbeek en  Hugo Claus.

## Bloemlezingen
Gedichten van Linda Maria Baros zijn verschenen in:
- Anthologie Seghers. L’Année poétique 2005, Bloemlezing Seghers. Het poëtische jaar 2005, uitgegeven door Patrice Delbourg en Jean-Luc Maxence, Éditions Seghers, Frankrijk, 2006
- Apokalipsa. Zlati coln 2005, Barbara Pogacnik (redactie), Ljubljana, Slovenië, 2006
- VERSUs/m - Zoom 2007, Editura Exigent, Boekarest, Roemenië, 2007
- Literatura tânara 2007, De jonge literatuur 2007, gepubliceerd door de Roemeense Schrijversbond, Roemenië, 2007
- Voix de la Méditerranée, Stemmen van de Middellandse Zee 2008, Éditions Clapas, Frankrijk, 2008
- Poëzie van dichters uit de hele wereld. Poetry International, gepubliceerd in het kader van het festival Poetry International, Rotterdam, Nederland, 2008
- Poesía francesa contemporánea. Diecisiete poetas, De hedendaagse Franse poëzie. Zeventien dichters, Lionel Ray (redactie), Éditions Lancelot, Spanje, 2008
- Poésies de langue française. 144 poètes d’aujourd’hui autour du monde, Poëzieën in de Franse taal. 144 dichters van vandaag uit de hele wereld, onder redactie van Stéphane Bataillon, Sylvestre Clancier en Bruno Doucey, Éditions Seghers, Frankrijk, 2008
- Kijk, het heeft gewaaid, bloemlezing, Poetry International, Rotterdam, Nederland, 2009
- Anthologie de la poésie amoureuse, Bloemlezing van de liefdespoëzie, onder redactie van Marc Alyn, Écriture, Frankrijk, 2010
- Couleurs Femmes, Vrouwenkleuren, bloemlezing van gedichten, Éditions Castor Astral / Nouvel Athanor, Frankrijk, 2010
- Runoilevien naisten kaupunki, De burcht van dichteressen, Tammi, Helsinki, Finland, 2010

## Literaire prijzen
- Vertaalprijs voor Les Plumes de l'Axe, Frankrijk, 2001
- Prijs van de Internationale Academie Mihai Eminescu voor de vertaling, Roemenië, 2001
- Prix de la Vocation – Poëzieprijs van de stichting Marcel Bleustein-Blanchet voor Le Livre de signes et d’ombres, Cheyne éditeur, Frankrijk, 2004
- Prijs Guillaume Apollinaire – een van de belangrijkste poëzieprijzen in Frankrijk voor La Maison en lames de rasoir, Cheyne éditeur, 2007
- De Grote Prijs Ion Minulescu van het festival Zilele Poeziei în Olt, Roemenië, 2008

## Vertaalbeurzen
- Le Collège Européen des Traducteurs Littéraires de Seneffe, België (beursgerechtigd), 2003
- The 3rd Poetry Translation Workshop: The Golden Boat, Slovenië, 2005
- Le Centre de Rencontres: Abbaye Neumünster, Institut Pierre Werner, Luxemburg, 2006
- Vertalershuis, Amsterdam, Nederland (beursgerechtigd), 2007

## Internationale poëziefestivals
- Internationaal poëziefestival van Neptun, Roemenië, 2001
- Internationaal poëziefestival van Rabat, Marokko, 2004
- La Biennale Internationale de Poésie de Liège, België, 2005
- Le Printemps des Poètes, Frankrijk, 2005
- Odyssey International Festival, Amman, Jordanië, 2005
- Internationaal poëziefestival van Antares, Roemenië, 2006
- Internationaal poëziefestival van Teranova, Frankrijk, 2006
- Le Printemps des Poètes, Frankrijk, 2007
- Lectures sous l’Arbre, Frankrijk, 2007
- Le Festival Dacia - Méditerranée, Frankrijk, 2007
- Poetry International, Rotterdam, Nederland, 2008[1]
- World Poetry Day, Belgrado, Servië, 2008
- Le Printemps Balkanique. Insolite Roemenië, Frankrijk, 2008
- Le Printemps des Poètes, Frankrijk, 2008
- La Mar de Letras, Cartagena, Spanje, 2008
- Le Printemps des Poètes, Luxemburg, 2008
- Primavera dei Poeti, Italië, 2008
- Les Voix de la Méditerranée, Lodève, Frankrijk, 2008
- European Voices, Frankrijk, 2008
- Ailleurs poétiques, Frankrijk, 2008
- Internationaal poëziefestival van Trois-Rivières, Canada, 2008
- Biennale de la poésie, Saint-Quentin-en-Yvelines, Frankrijk, 2009[2]
- Festivalul Le Printemps des Poètes, Frankrijk, 2009
- Le Printemps des Poètes, Frankrijk, 2009
- Paris en toutes lettres, Frankrijk, 2009
- Lectures sous l’Arbre, Frankrijk, 2009
- Le Printemps des Poètes, Frankrijk, 2010